# Kumite féminin moins de 60 kg
Le kumite individuel féminin moins de 60 kg est une épreuve sportive individuelle opposant dans un combat des karatékas féminines pesant moins de 60 kg. Cette épreuve a été disputée depuis 1982 pour les Championnats du monde de karaté et les Championnats d'Europe de karaté.

## Championnes

### Championnes d'Europe
Cette section liste les championnes d'Europe de cette catégorie.

### Championnes du monde
Cette section liste les championnes du monde de cette catégorie.
- 1982 :  Yukari Yamakawa
- 1984 :  T. Konichi
- 1986 :  Rita Varelius
- 1988 :  Akemi Kimura
- 1990 :  Monique Amghar
- 1992 :  Molly Samuels
- 1994 :  Mayumi Baba
- 1996 :  Jillian Toney
- 1998 :  Jillian Tolley
- 2000 :  Alexandra Witteborn
- 2002 :  Nathalie Leroy
- 2004 :  Yadira Lira Navarro
- 2006 :  Eva Medvedova
- 2008 :  Maria Sobol